# Rudi Feld
Pour les articles homonymes, voir Feld.
Rudi Feld, nom d'artiste de Rudolf Simon Adolf Feilchenfeld (né le 22 décembre 1896 à Berlin, mort le 25 mars 1994 à Santa Monica) est un chef décorateur allemand puis américain.

## Biographie
Rudolf  Feilchenfeld est le fils de l'imprimeur Heinrich Feilchenfeld (1867–1939) et son épouse Martha Guttmann (1874–1932).
Feld étudie à l'académie des arts de Berlin. Après son service militaire pendant la Première Guerre mondiale, il crée d'abord des affiches de cabaret et de revue, puis des décorations de scène. Il est scénographe du Reinhardt-Bühnen à Berlin. Il intègre le cinéma à la fin du cinéma muet. Il est employé par l'UFA en tant que chef de la publicité. Il conçoit les affichages extérieurs du cinéma Ufa-Palast am Zoo pour chaque nouvelle première.
Après la prise du pouvoir des nazis, Feld doit quitter l'Allemagne en raison de ses racines juives et devient propriétaire d'une boîte de nuit dans la Palestine mandataire. Son frère, l'acteur Fritz Feld, lui permet d'émigrer aux États-Unis en 1937 avec sa femme Marga (1902-1968) et son père. Il travaillé à Hollywood au théâtre germanophone El Capitan. En 1939, il est responsable des décors et des costumes de la pièce Guillaume Tell mise en scène par Leopold Jessner. À partir du milieu des années 1940, il trouve un travail régulier dans l'industrie cinématographique américaine. Feld est fréquemment employé par de petits studios hollywoodiens tels que Eagle-Lion Films pendant les années qui suivent la Seconde Guerre mondiale et travaillé comme dessinateur pour MGM. Il travaille jusqu'en 1969.

## Filmographie

### Période allemande
- 1920 : Das Medaillon der Lady Sington
- 1921 : Der Perlenmacher von Madrid
- 1921 : Der Leidensweg eines Achtzehnjährigen
- 1921 : Filmbanditen
- 1921 : Die Diamentenkonkurrenz
- 1921 : Dämonische Treue
- 1922 : Les Cinq Messieurs de Francfort (de)
- 1922 : Miss Rockefeller filmt
- 1922 : Turfpiraten
- 1922 : Die schwarze Paula
- 1923 : Wilhelm Tell (de)
- 1924 : La Tour du silence (de)
- 1925 : Le Rapide de l'amour
- 1925 : Herrn Filip Collins Abenteuer
- 1926 : Die Fahrt ins Abenteuer
- 1926 : Gräfin Plättmamsell
- 1926 : La Casemate blindée
- 1931 : Kabarett-Programm Nr. 1
- 1931 : Kabarett-Programm Nr. 2

### Période américaine
- 1944 : Une voix dans la tempête
- 1944 : L'Aveu
- 1945 : Bedside Manner
- 1946 : Flamingo bar
- 1946 : The Bachelor's Daughters (en)
- 1947 : Nouvelle-Orléans (en)
- 1947 : Fun on a Weekend
- 1948 : The Argyle Secrets (en)
- 1948 : The Vicious Circle (en)
- 1948 : Ma chère secrétaire
- 1948 : Parole, Inc.
- 1948 : Adventures of Gallant Bess
- 1949 : Choc en retour (Impact)
- 1950 : Trahison à Budapest
- 1950-1952 : Dick Tracy (série télévisée, 28 épisodes)
- 1951 : La Racoleuse (en)
- 1951 : The Last Half Hour: The Mayerling Story (TV)
- 1951 : The Girl on the Bridge
- 1951 : Strange Fascination (en)
- 1953 : One Girl's Confession (en)
- 1953 : The Body Beautiful
- 1954 : The Other Woman (en)
- 1956 : Les Collines nues
- 1956 : Edge of Hell (en)
- 1956 : Death of a Scoundrel (en)
- 1956 : Le Miroir au secret
- 1956 : La Nuit bestiale (en)
- 1957 : Hit and Run (en) d'Hugo Haas
- 1957 : Lizzie
- 1957 : Commando dans la mer du Japon
- 1957 : The Abductors (en)
- 1957 : From Hell It Came (en)
- 1957 : Under Fire (en)
- 1957 : Escape from Red Rock (en)
- 1958 : Le Tank de la mort (en)
- 1959 : Police Station (série télévisée, 1 épisode)
- 1960 : 12 to the Moon (en)
- 1961 : Opération Eichmann (en)
- 1963 : Terrified
- 1963 : Le Justicier de l'Ouest (en)
- 1969 : Big Daddy (en)